# コンスル (テロ組織)
コンスル（独：Organisation Consul、「執政官組織」の意）は、ヴァイマル共和政時代のドイツにおける極右の地下武装テロ組織。「コンスル」は、オーストリア語とバイエルン語の表記。標準ドイツ語やフランケン語とアレマン語などでは「コンズル」と表記する。

## 概要
1920年のカップ一揆において首都ベルリンを制圧したフライコール・エアハルト海兵旅団の後継組織であり、外相ラーテナウや蔵相エルツベルガーの暗殺など数多くのテロ行為を行った。1922年7月21日付で共和国保護法により解散させられ、後継組織としてヴィーキング同盟が結成されたがこれも1928年に解散、元メンバーは地下で活動を続けた。
コンスル及び後継組織は徹底した非合法路線をとり、ミュンヘン一揆後は議会主義と合法路線に立ったナチスとは敵対的関係となり、「真の第三帝国」の立場からナチスを西欧デモクラシーの手先でありドイツ民族の敵と批判した。また、「民族ボルシェヴィズム」的路線から、反アングロ・サクソン帝国主義とアジア・アフリカの民族独立・解放運動の連帯を主張した。
1933年のナチス政権確立後、元リーダーのヘルマン・エアハルトはスイスに亡命したが、他の旧メンバーは、ヴィルヘルム・カナリスの国防軍防諜部の士官となったフリードリヒ・ヴィルヘルム・ハインツ（戦後は西ドイツ政府の諜報機関「フリードリヒ・ヴィルヘルム・ハインツ局」を創設。）や、ウーファに入ったエルンスト・フォン・ザロモンなど、ドイツ国内の諸組織・機関に入り込んだ。
1938年にコンスルの残党たちはドイツ国防軍内部の反ヒトラー派と共に、総統官邸襲撃・ヒトラー暗殺を計画した。また、コンスルの影響下にあったベルリンの突撃隊員は党のベルリン支部を占拠し、制圧に来た親衛隊と大規模な銃撃戦を展開した。その後も国防軍防諜部に依拠し、突撃隊や親衛隊などに秘密組織を形成することで反ヒトラー運動を継続した。

## 文献
- ロラン・ゴーシェ　『テロリスト』　第2部第2章「サント=ヴェームの仲間たち」　学芸書林、1969年